# Amblyseius quadridens
Amblyseius quadridens är en spindeldjursart som beskrevs av Wolfgang Karg och Oomen-Kalsbeek 1987. Amblyseius quadridens ingår i släktet Amblyseius och familjen Phytoseiidae. Inga underarter finns listade i Catalogue of Life.